# Temon Wetan
Temon Wetan is een bestuurslaag in het regentschap Kulon Progo van de provincie Jogjakarta, Indonesië. Temon Wetan telt 1356 inwoners (volkstelling 2010).